# Outta My Head (album)
Outta My Head je debutové album finské zpěvačky jménem Diandra, po výhře v sérii finské verze Idolu (2012). Album vyšlo 6. července 2012 pod vydavatelstvím Universal Music Finland a umístila se v Finland Singles Chart.
Debutový singl Diandry pojmenovaný "Onko Marsissa lunta?" vyšel jako bonusová skladba na albu. Druhý singl je titulní skladba "Outta My Head".

## Seznam skladeb
1. "Like a Tattoo"
2. "Outta My Head"
3. "Only Girl in the World"
4. "Prinsessalle"
5. "Maailma on sun"
6. "A Reason Why"
7. "Listen"
8. "Why Can't My Heart Break"
9. "Born This Way"
10. "I Have Nothing"
11. "Onko Marsissa lunta?" (bonus)

## Žebříčky
| Chart (2012)         | Nejvyšší pozice |
| -------------------- | --------------- |
| Finnish Albums Chart | 1               |